# Nhà thờ Đức Mẹ Hồn Xác Lên Trời, Bangkok
Nhà thờ Đức Mẹ Hồn Xác Lên Trời (tiếng Thái: อาสนวิหารอัสสัมชัญ) là nhà thờ Công giáo chính của Thái Lan, tọa lạc tại 23 Đại lộ Phương Đông, đường Charoen Krung, Bang Rak, Bangkok. Nó là nhà thờ chính tòa của Tổng giáo phận Bangkok. Nhà thờ đã tổ chức cả hai chuyến viếng thăm của Giáo hoàng tới Thái Lan: Giáo hoàng Gioan Phaolô II vào năm 1984  và Giáo hoàng Phanxicô vào năm 2019.

## Lịch sử

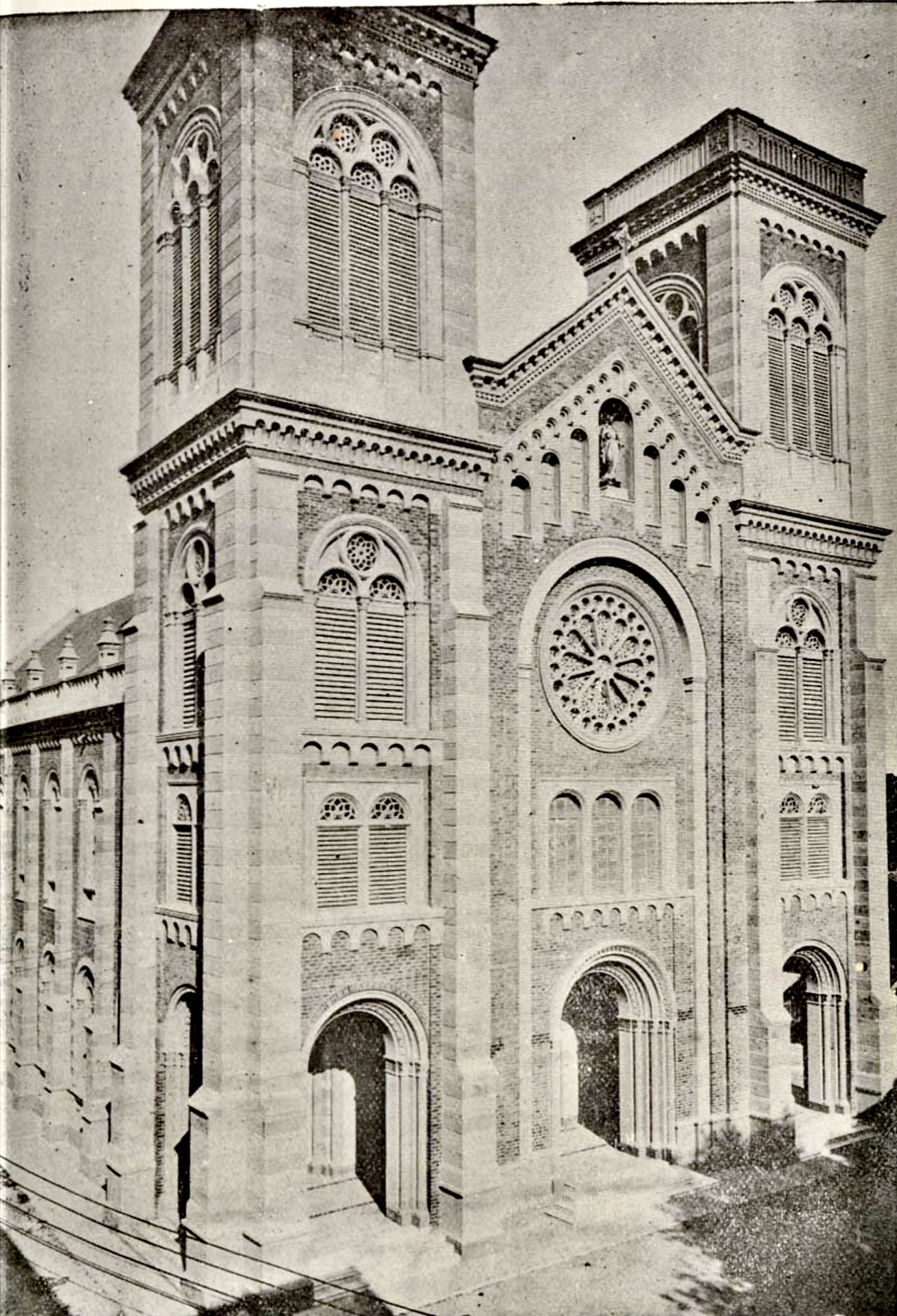
Nhà thờ Đức Mẹ Hồn Xác Lên Trời vào năm 1922

Nhà thờ Đức Mẹ Hồn Xác Lên Trời nằm cách Oriental Hotel và Đại sứ quán Pháp 100 mét, và tòa nhà ban đầu là kết quả của yêu cầu từ một nhà truyền giáo người Pháp, Cha Pascal vào năm 1809 và công trình của một kiến trúc sư người Pháp đã hoàn thành nhà thờ vào năm 1821 dưới thời trị vì của Vua Rama II. Thánh đường được đặt tên là Đức Mẹ Hồn Xác Lên Trời theo tên Trinh nữ Mary và tưởng nhớ Đức Mẹ tại nhà thờ trong ngày lễ Đức Mẹ Hồn Xác Lên Trời, vào Ngày Thánh Mary vào ngày 15 tháng 8.
Trong suốt nửa sau thế kỷ 19, nhà thờ và khu vực xung quanh đóng vai trò quan trọng đối với các nhà truyền giáo Cơ đốc đến Bangkok, đặc biệt là sau năm 1860.
Tuy nhiên vào khoảng năm 1909 hoặc 1910 nhà thờ đã trải qua quá trình tái cải tạo quan trọng và xây dựng lại theo kiến trúc Romanesque vào giữa năm 1910 và 1918. Nhà thờ có cấu trúc hình chữ nhật tương đối cao với mặt ngoài bằng gạch đỏ nổi bật trên nền các tòa nhà màu trắng xung quanh. Các tòa tháp vuông cao nằm hai bên lối vào chính. Bên trong là trần nhà cao được trang trí bằng nhiều đồ trang trí công phu. Chi phí công trình hầu hết được chi trả bởi các doanh Công giáo địa phương, Ông Low Khiok Chiang (còn gọi là Jacobe) người sở hữu Kiam Hoa Heng & Company, một doanh nghiệp gia đình người Tiều gốc Hoa.